# Deborah Swackhamer
Pour les articles homonymes, voir Swackhamer.
Deborah Liebl Swackhamer (23 juin 1954 - 23 avril 2021) est une chimiste de l'environnement et professeure à l'université du Minnesota à Minneapolis. Swackhamer applique son expertise dans l'étude des effets de l'exposition aux produits chimiques toxiques, ainsi que des processus de propagation de ces produits, à l'élaboration de politiques visant à lutter contre les risques d'exposition.

## Éducation et début de carrière
Deborah Swackhamer obtient sa licence en chimie au Grinnell College dans l'Iowa en 1976. Elle obtient ensuite une maîtrise en sciences de l'université du Wisconsin à Madison en 1981, où elle étudie la chimie de l'eau. En 1985, elle obtient son doctorat en océanographie et en limnologie dans la même université avec une thèse intitulée Role of water-particle partitioning and sedimentation in controlling the fate and transport of PCBs in lakes dans le laboratoire de David E. Armstrong. Le PCB, ou biphényle polychloré, est un composé chloré que l'on trouvait autrefois largement dans les diélectriques et les liquides de refroidissement utilisés dans l'électronique. Les PCB sont aujourd'hui largement considérés comme un contaminant environnemental, car il est démontré qu'ils provoquent divers effets néfastes sur la santé, notamment des cancers, des complications en matière de fertilité et des troubles neurologiques. La thèse de Swackhamer vise à mieux comprendre comment les PCB sont transportés dans les masses d'eau, en utilisant le lac Michigan comme modèle pour ses travaux,,.
Après son doctorat, Deborah Swackhamer devient associée de recherche postdoctorale à l'université de l'Indiana en chimie et en affaires publiques et environnementales, travaillant dans le groupe de Ronald A. Hites de 1985 à 1987. Elle y travaille à l'élaboration d'une méthode de quantification de l'insecticide toxaphène dans des échantillons environnementaux à l'aide de la spectrométrie de masse. Ce pesticide était le plus souvent utilisé sur le coton et dans le bétail et la volaille jusqu'à ce que son utilisation soit annulée en 1990, car il est reconnu comme cancérigène. Elle caractérise également la façon dont l'organochloré, un autre pesticide, s'accumule et est transporté par le touladi et le grand corégone dans le lac Siskiwit, un lac éloigné sur l'île Royale dans le lac Supérieur.

## Recherche
En 1987, Deborah Swackhamer rejoint la faculté de l'université du Minnesota où elle poursuit ses recherches sur l'étude des processus qui affectent le comportement et le devenir des contaminants organiques qui résistent à la dégradation et restent longtemps dans l'environnement, connus sous le nom de « composés organiques persistants ». Ses recherches portent plus particulièrement sur les PCB, les dioxines et les pesticides dans la région des Grands Lacs. Par exemple, son groupe découvre que les concentrations élevées du pesticide toxaphène dans l'eau du lac Supérieur sont le résultat de températures plus froides et de taux de sédimentation plus faibles. Le toxaphène est absorbé par les Grands Lacs sous forme de gaz, et bien que son utilisation ait été abandonnée en 1990, il persiste à des concentrations variables dans les Lacs. Son groupe modélise également les flux annuels et saisonniers de toxaphène de l'eau vers l'air et les sédiments, et constate que la contamination par le toxaphène persistera longtemps dans la région des Grands Lacs.
Deborah Swackhamer étudie également l'impact de ces contaminants environnementaux sur les animaux des populations lacustres. Elle participe à des travaux de recherche qui ont mis en évidence des complications de la reproduction chez les têtes-de-boule mâles exposées à des sous-produits du traitement des eaux usées,. Son groupe travaille à l'élaboration de méthodes de mesure et d'évaluation des effets des solides en suspension et des facteurs de stress chimiques dans les lacs sur les populations de plancton et de daphnies, des crustacés aquatiques également connus sous le nom de « puces d'eau »,. L'équipe de Swackhamer travaille également à la modélisation des effets des microbes sur la propagation de la contamination dans le réseau alimentaire. Ces microbes absorbent les contaminants organiques et les transfèrent aux protozoaires brouteurs, et les contaminants remontent ainsi la chaîne alimentaire.
Ses recherches sont soutenues par des organismes tels que l'Agence de protection de l'environnement des États-Unis (EPA), la National Oceanic and Atmospheric Administration et la Fondation nationale pour la science,.

## Service public et leadership
Deborah Swackhamer prête son expertise en siégeant à plusieurs conseils consultatifs sur l'environnement. De 2000 à 2013, elle rejoint le Conseil consultatif scientifique de la Commission mixte internationale des États-Unis et du Canada, qui fournit des conseils scientifiques à la Commission et au Conseil de la qualité de l'eau dans le cadre de l'Accord relatif à la qualité de l'eau dans les Grands Lacs. Au cours de son mandat, elle corédige un rapport sur les enjeux émergents des Grands Lacs afin d'identifier les questions importantes pour les 25 prochaines années, ainsi que les possibilités de maintenir les progrès réalisés dans le cadre de l'Accord. Les défis identifiés comprennent le changement climatique, les contaminants chimiques et les changements dans la communauté biologique entourant les Grands Lacs. En 2003, Swackhamer devient directrice du Water Resources Center de l'université du Minnesota. De 2006 à 2012, elle est membre du conseil d'administration du National Institutes of Water Resources (NIWR), dont elle est la présidente de 2010 à 2011. En 2015, Swackhamer est nommée au Conseil des sciences environnementales et de la toxicologie de la National Academy of Sciences.
De 2003 à 2012, Deborah Swackhamer est membre du conseil consultatif de l'Agence de protection de l'environnement des États-Unis, dont elle est la présidente de 2008 à 2012. Elle est ensuite présidente du Board of Scientific Counselors (BOSC) de l'EPA, un groupe d'experts indépendant et externe qui conseille le bureau scientifique de l'agence. Son mandat de trois ans débute au printemps 2015 ; toutefois, elle est prématurément démise de ses fonctions à la suite de son témoignage devant la commission des sciences, de l'espace et de la technologie de la Chambre des représentants des États-Unis en juin 2017,,. La direction minoritaire de la commission invite Swackhamer à témoigner sur la participation des États à l'établissement de la réglementation de l'EPA. Dans son témoignage, elle souligne la nécessité du rôle du soutien bipartisan pour les protections environnementales, la capacité à produire des recherches scientifiques robustes au niveau de l'État et l'importance des réglementations environnementales pour la santé publique. Au cours de son témoignage, qui va à l'encontre de la position globale de l'EPA de l'ère Trump visant à diminuer les réglementations environnementales, elle souligne qu'elle livre ses opinions en tant que simple citoyenne et experte scientifique — et non en sa qualité de responsable d'un conseil de l'EPA. Néanmoins, la direction de l'EPA essaye d'interférer avec son témoignage avant l'audience, ce qui suscite des inquiétudes parmi les démocrates de la Chambre, qui allègue que cette interférence est « inappropriée et p[eut] avoir violé les réglementations fédérales »,. Malgré la pression, Swackhamer ne modifie pas son témoignage et est ensuite licenciée.

## Prix et distinctions
- 2007 : membre de la Royal Society of Chemistry
- 2009 : prix des fondateurs de la Society of Environmental Toxicology and Chemistry (SETAC)[25]
- 2010 : prix Ada Comstock Scholar, université du Minnesota
- 2017 : Lifetime Achievement in Water Resources Research and Education, Universities Council on Water Resources[26]